# Geograaf

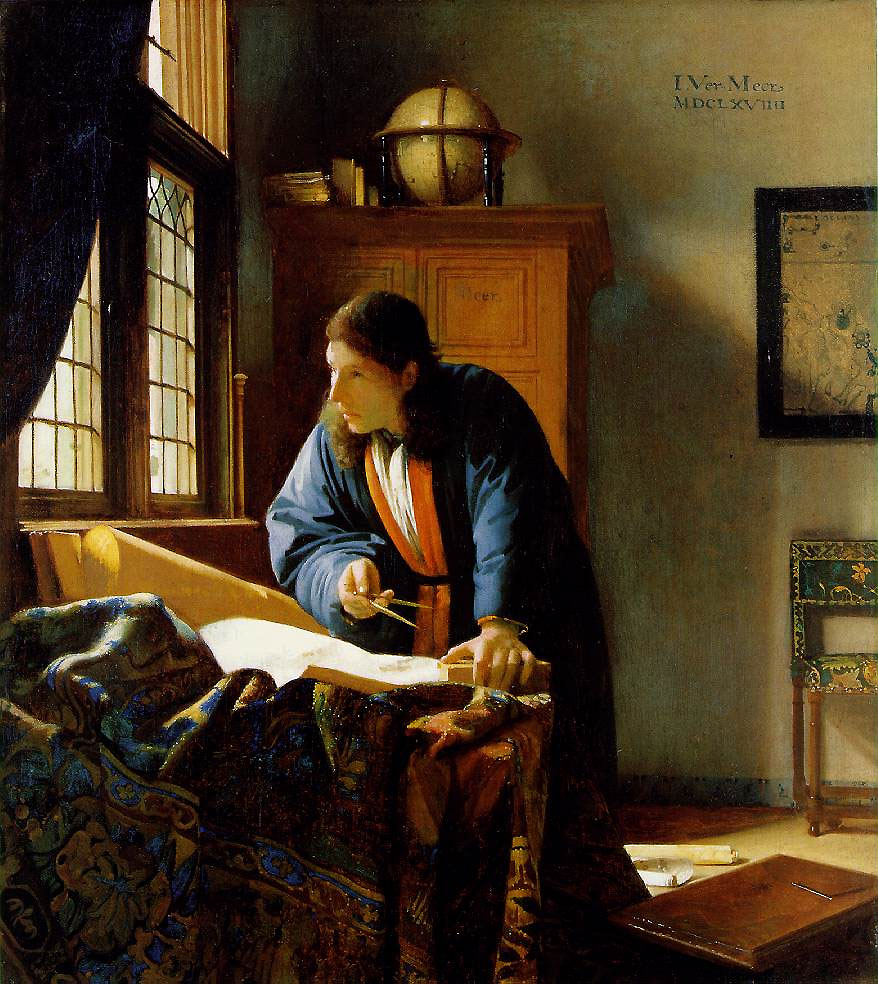
Johannes Vermeer - schilderij van 'De Geograaf'

Een geograaf of aardrijkskundige is iemand die de ruimtelijke omgeving op wetenschappelijke wijze bestudeert. Een geograaf is de mens achter de studie van de aarde en haar ruimtelijke fenomenen, zoals land, water, lucht, mensen en hun culturen. Voor het artikel over het vakgebied zelf, zie het hoofdartikel Aardrijkskunde.   
Geografen gebruiken vaak kaarten, statistieken en andere gegevens om patronen en trends te ontdekken en te begrijpen. Geografen kunnen werken in verschillende instellingen, zoals universiteiten, overheden, onderzoeksorganisaties en bedrijven. Ze denken over het algemeen vaak analytisch, integraal, out-of-the-box en multidisciplinair.  
Veel bekende geografen komen voort uit andere disciplines dan de geografie. Omgekeerd is de geograaf Willem Frederik Hermans veel bekender geworden als schrijver. Van Johannes Vermeer is een schilderij De geograaf bekend, gesigneerd en gedateerd 1669. Het wordt vaak in verband gebracht met zijn schilderij De Astronoom (1668). Deze twee schilderijen worden wel beschouwd als afspiegeling van de toenemende invloed van wetenschappelijk onderzoek in Europa aan het eind van de 17e eeuw. In de negentiende eeuw werd het uitmuntende werk van individuele geografen als het ware geïnstitutionaliseerd en veranderde daardoor in een wetenschappelijk discours. In diezelfde tijd zagen professionele geografen zich zowel als natuurwetenschapper alsook menswetenschapper.  

## Algemene competenties van een geograaf
Er is geen enkele set van eigenschappen die alle geografen definieert, aangezien individuen in dit vakgebied uit verschillende achtergronden kunnen komen en een reeks van persoonlijkheden en interesses kunnen hebben. Maar hier zijn enkele vaardigheden en kwaliteiten die vaak voorkomen bij geografen:
- Interesse in de natuurlijke en door-de-mens-gemaakte kenmerken van de aarde (zoals monumenten, steden etc.)
- Sterke analytische en probleemoplossende vaardigheden
- Behendigheid met geografische informatiesystemen (GIS) en andere technologieën
- Vermogen om kaarten en andere ruimtelijke gegevens te interpreteren en te creëren
- Goede communicatievaardigheden, zowel mondeling als schriftelijk
- Nieuwsgierigheid naar de wereld en de wens om patronen en trends te begrijpen
- Vermogen om zowel zelfstandig als in teamverband te werken
- Culturele bekwaamheid en bewustzijn van diversiteit en inclusieproblemen
- Flexibiliteit en aanpassingsvermogen bij veranderende omgevingen en omstandigheden.

## Selectie van taken en verantwoordelijkheden
De verantwoordelijkheden van geografen kunnen variëren afhankelijk van hun specifieke gebied van expertise en de instelling waar ze werken, maar enkele algemene verantwoordelijkheden kunnen zijn:
- Het verzamelen en analyseren van geografische gegevens: Geografen gebruiken een verscheidenheid aan methoden en hulpmiddelen, zoals geografische informatiesystemen (GIS), kaarten, statistieken en veldwerk, om gegevens te verzamelen en te analyseren.
- Het ontwikkelen van geografische modellen en theorieën: Geografen ontwikkelen modellen en theorieën om de geografische verschijnselen en patronen die zij bestuderen te beschrijven en te verklaren.
- Het geven van geografie-gerelateerde lessen: Sommige geografen werken als leraren of professoren en geven geografie-gerelateerde lessen op middelbare scholen, universiteiten of andere opleidingsinstellingen.
- Het ontwikkelen en uitvoeren van geografische onderzoeksprojecten: Geografen ontwikkelen en uitvoeren onderzoeksprojecten om specifieke geografische vraagstukken te onderzoeken en te beantwoorden.
- Het bieden van geografische adviezen aan overheden, bedrijven en andere organisaties: Sommige geografen werken als consultants en bieden advies aan overheden, bedrijven en andere organisaties over geografische kwesties.

## Opleidingsmogelijkheden
Aardrijkskundige of geograaf wordt men na een universitaire studie.

### Nederland
Tegenwoordig maakt men in Nederland onderscheid tussen de sociaal-geograaf, de fysisch-geograaf en de historisch-geograaf.

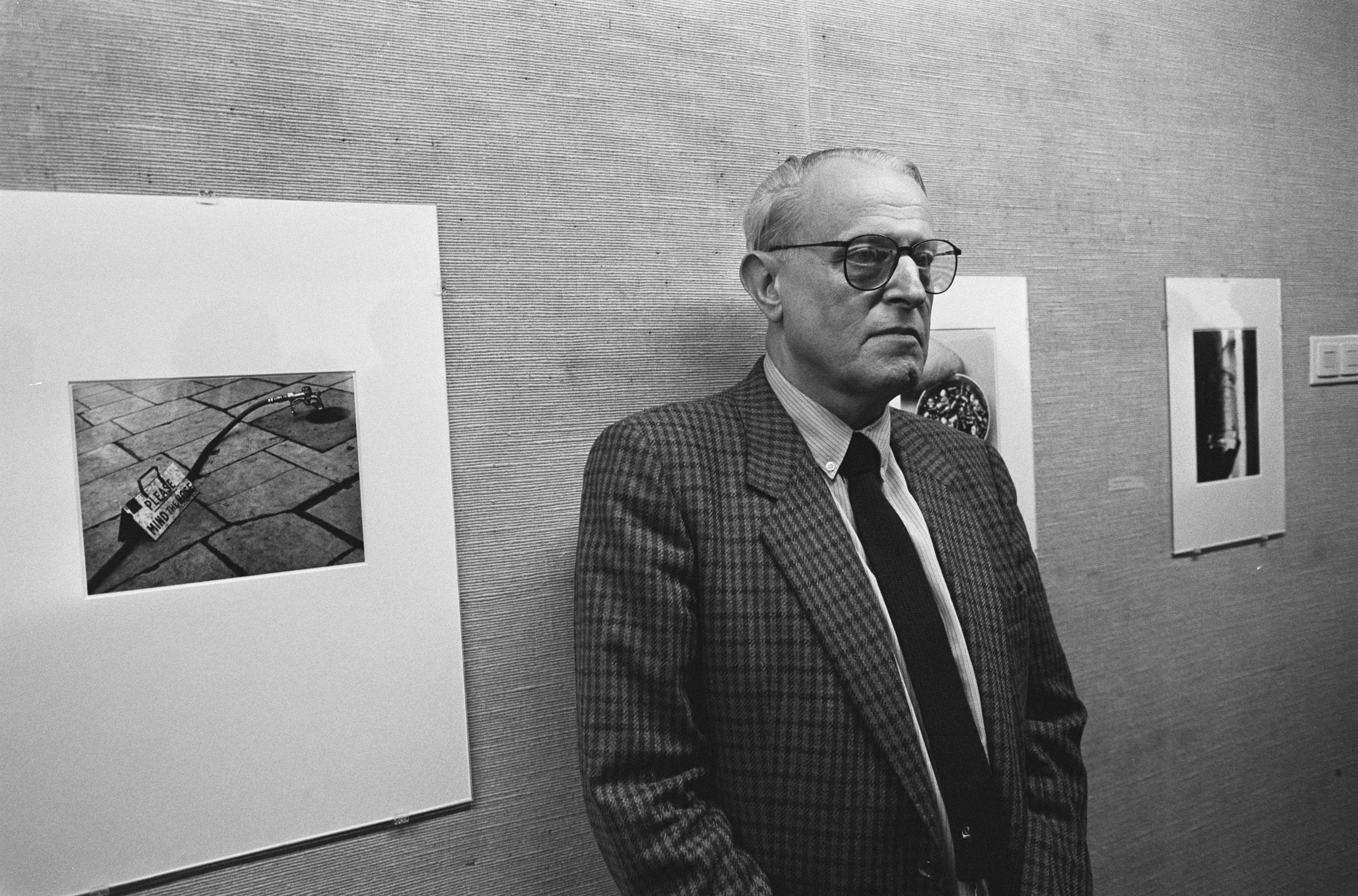
Willem Frederik Hermans - een van de bekendste Nederlandse geografen en tevens schrijver.

Zo kan men aan de Vrije Universiteit Amsterdam, Universiteit van Amsterdam en de Universiteit Utrecht een "master in de aardwetenschappen" behalen; aan de Katholieke Universiteit Nijmegen, de Rijksuniversiteit Groningen en de Universiteit van Amsterdam richt men een "master in de sociale geografie" in.
In de jaren 60 is vanuit de sociale geografie de discipline planologie ontstaan. De Wageningen Universiteit is nu een van de leidende universiteiten in de ruimtelijke planning.
Eerder ontstond vanuit de sociale geografie al de historische geografie, waarover onderwezen wordt aan de Wageningen Universiteit, de Rijksuniversiteit Groningen, de Universiteit Utrecht en de Vrije Universiteit Amsterdam.

### Vlaanderen
In Vlaanderen bieden de Katholieke Universiteit Leuven, de Universiteit Gent en de Vrije Universiteit Brussel een opleiding "master in de geografie" aan. Daarbinnen zijn er meerdere afstudeerrichtingen, onder andere de fysische aardrijkskunde of geowetenschappen, de planning en ontwikkeling, de landmeetkunde en de geodesie. De meer sociale afstudeerrichtingen hebben dan raakvlakken met economie, sociologie en de antropologie.

### Suriname
In Suriname biedt de Anton de Kom-Universiteit diverse bacheloropleidingen aan die grote raakvlakken hebben met de Europese geografie. Het gaat daarbij om de bacheloropleiding Geowetenschappen en de bacheloropleiding Milieuwetenschappen. Er vinden diverse wetenschappelijke uitwisselingen plaats met o.a. de Universiteit van Utrecht om bijvoorbeeld kennis van de fysische geografie en gesteente in de Guyana regio te bevorderen.

## Invloed van geografen

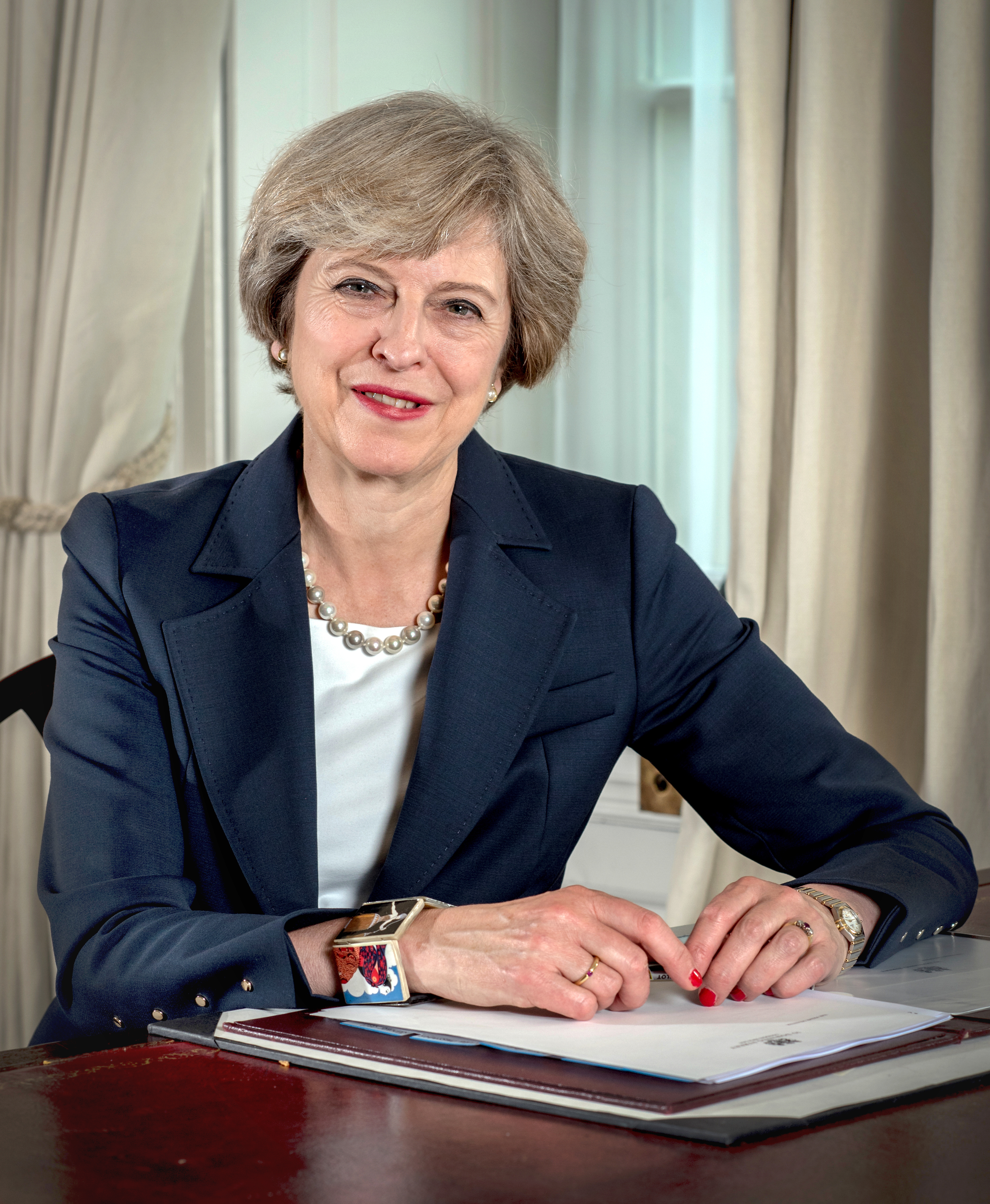
Theresa May - een van de hedendaagse, bekende geografen

Hoewel het beroep van een geograaf diffuus is, is de invloed desalniettemin  gezien relatief groot. Geografen hebben een belangrijke invloed op veel verschillende gebieden, waaronder de planning en het beheer van steden en regio's, het ontwikkelen van nieuwe technologieën om te voldoen aan de behoeften van de mens, en het bepalen van de beste manier om te reageren op natuurrampen en andere klimaatveranderingen. Geografen zijn daarbij bijdragers aan de maatschappij en spelen een cruciale rol in het helpen van mensen om beter te begrijpen hoe ze kunnen leven en werken in hun omgeving. Gekeken naar de hedendaagse praktijk zijn geografen vaak veelgevraagde adviseurs van landelijke regeringen of gemeenten, soms uitmondend in wethouderschap (denk aan Lenie Scholten of Yves de Boer), ministerschap (denk aan Hans Jeekel en Cora van Nieuwenhuizen) of zelfs premierschap (denk aan de Britse premier Theresa May, Hongaarse premier Pál Teleki,  Estoonse premier Andres Terand en de Australische premier Scott Morrison).   
Ook historisch gezien is de invloed van geografen altijd relatief groot geweest. Zo kwam er in de negentiende eeuw een wereldwijde invloed van geografen door het overnemen van aardrijkskundig onderwijs, het ontwikkelen van educatieve middelen zoals schoolplaten en het verspreiden van atlassen. Daarnaast ontstond bij geografen vanaf diezelfde eeuw bij elke geografische publicatie 'naamgevingsmacht', met name als deze via de overheid geautoriseerd was (de zogeheten metageografie). De wetenschappelijke taxatie van landen gebruikt om zodoende strategische handel, oorlog of andersoortige politiek te bedrijven. Dit type model van geografie (dat in Frankrijk en Duitsland is ontstaan) kreeg grote aanhangers bij andere landen zowel op het Europese continent alsook overzee. Uiteindelijk werd deze vorm van aardrijkskunde bevorderd door de vele genootschappen en verenigingen die ontstonden voor geografen, waarbij amateurs en vertegenwoordigers van belangengroepen zich aansloten.

## Verenigingen en instituties
Bekende geografische verenigingen zijn de National Geographic Society (ontstaan in 1888 te Washington) en de Royal Geographical Society (ontstaan in 1830 te Londen). Nederlandstalige geografen kunnen zich verenigingen in de volgende academische verenigingen of stichtingen: In Nederland kan men zich aanmelden bij het Koninklijke Nederlands Aardrijkskundig Genootschap (KNAG). Deze vereniging is ontstaan in 1873 en heeft in 2023 haar 150-jarig jubileum gevierd. Ook bestaan er diverse studieverenigingen in Nederland voor studenten van Geografie. In Nijmegen is er studievereniging Mundus, in Utrecht de V.U.G.S., in Amsterdam de studievereniging Sarphati en in Groningen de faculteitsvereniging Ibn Battuta. In België kunnen geografen o.a. lid worden van de V.L.A., de Vereniging Leraars Aardrijkskunde. Deze vereniging bestaat sinds 1976. In Suriname kan men zich aansluiten bij de Geografenvereniging Suriname, die sinds februari 2005 is geactiveerd. Algemene symbolen voor geografen zijn een wereldbol, een kompas(roos), een verrekijker en een passer op een kaart.
In fictie bestaat er een geografisch genootschap genaamd 'The Geographers' Guild', dat voorkomt in de verhalen van de reizende beer Paddington, en de geograaf Montgomery Clyde (en zijn reis in Peru). 

## Wereldwijde genootschappen
- American Association of Geographers
- American Geographical Society
- International Geographical Union
- National Geographic Society (Verenigde Staten)
- Royal Canadian Geographical Society
- Royal Danish Geographical Society
- Royal Geographical Society (Verenigd Koninkrijk)
- Royal Scottish Geographical Society

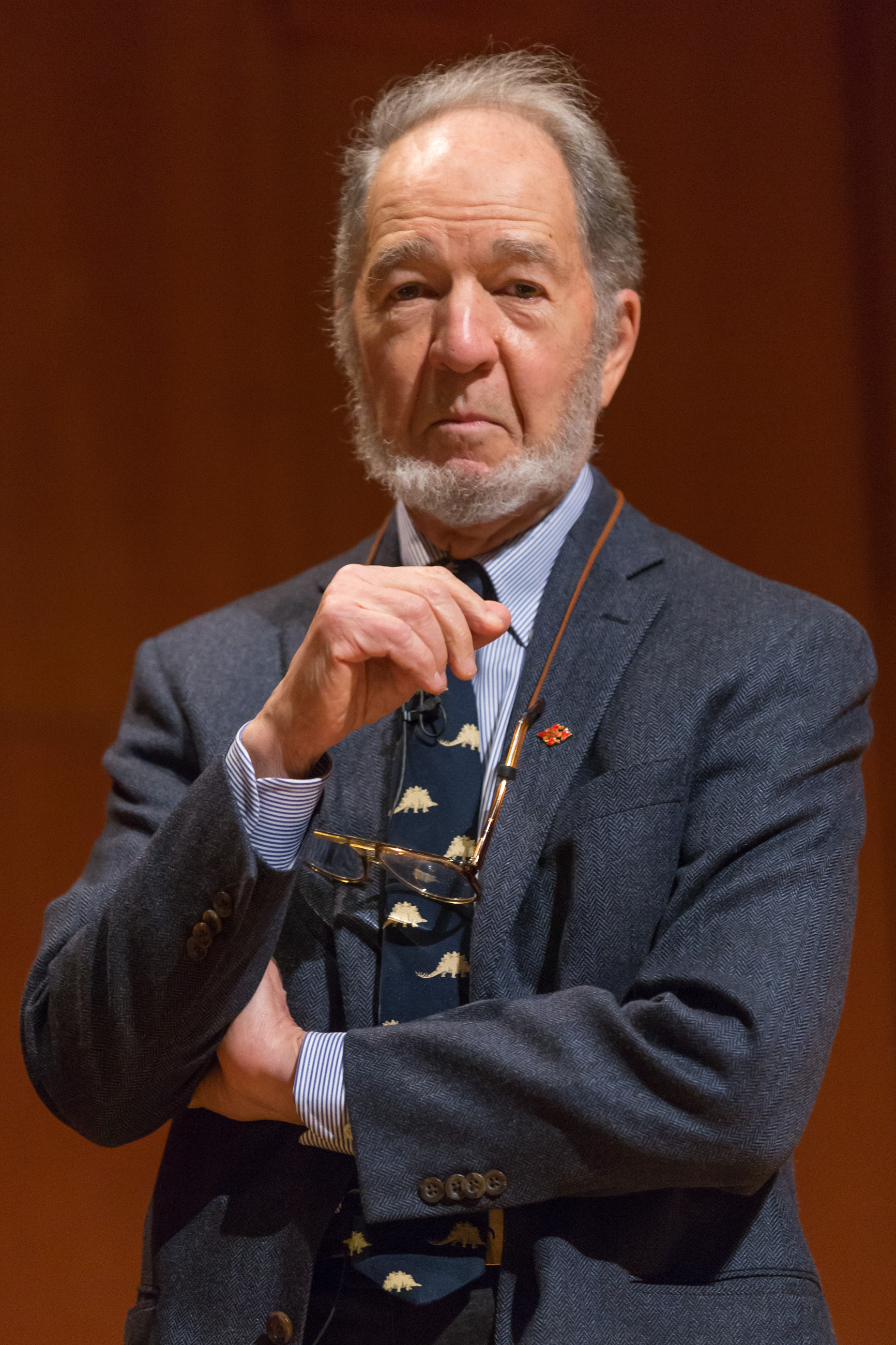
Jared Diamond - schrijver van 'De Wereld van Gisteren' en 'Paarden, Zwaarden en Ziektekiemen'

- Russisch Geografische GenootschapJared Diamond - schrijver van 'De Wereld van Gisteren' en 'Paarden, Zwaarden en Ziektekiemen'

## Bekende geografen wereldwijd
- Walter Christaller
- Jared Diamond
- David Harvey
- Sven Hedin
- Alexander von Humboldt
- Wladimir Köppen
- Friedrich Ratzel
- Élisée Reclus
- Henry Morton Stanley
- Johann Heinrich von Thünen

## Nederlandstalige geografen
- Pieter Jan Baptist Carel Robidé van der Aa
- Willem Janszoon Blaeu
- Jan Pieter Bakker
- Pieter Roelof Bos
- Huib Ernste
- Gemma Frisius
- Willem Frederik Hermans
- Hendrik Hondius
- Alexander de Lavaux
- Gerard Mercator
- Abraham Ortelius
- Roelof Schuiling
- Harrold Sijlbing

## Soortgelijke beroepen
- Stedenbouwkundige: Stedenbouwkundigen werken aan het ontwikkelen en uitvoeren van plannen voor het gebruik en de ontwikkeling van land in stedelijke gebieden. Ze gebruiken vaak geographic information systems (GIS) en ruimtelijke analyse om gemeenschappen te plannen en te ontwerpen.
- Milieuwetenschapper: Milieuwetenschappers bestuderen de natuurlijke omgeving en de impact van menselijke activiteiten daarop. Ze gebruiken vaak geografische hulpmiddelen en technieken om milieuproblemen te analyseren en te begrijpen.
- Cartograaf: Cartografen maken kaarten en andere ruimtelijke dataproducten met behulp van geographic information systems (GIS) en andere hulpmiddelen. Ze werken vaak voor overheid, privébedrijven of andere organisaties.